# 图河镇
图河镇是中华人民共和国江苏省连云港市灌云县下辖的一个镇。
2015年1月9日，江苏省人民政府批复同意撤销图河乡，以原图河乡行政区域设立图河镇，镇政府驻三舍村委会。

## 行政区划
图河镇下辖以下村级行政区划单位：
三舍村、九段村、七道沟村、义民村、官场村、大李庄村、和平村、杜圩村、马屯村、南港村、八道沟村、腰庄村、图河村、大兴沟村、许大沟村、安福村、朱庄村、兴农村和董庄村。